# Татарско-Шелдаисский сельсовет
Татарско-Шелдаисский сельсовет — муниципальное образование со статусом сельского поселения в Спасском районе Пензенской области Российской Федерации.
Административный центр — село Русский Шелдаис.

## История
Статус и границы сельского поселения установлены Законом Пензенской области от 2 ноября 2004 года № 690-ЗПО «О границах муниципальных образований Пензенской области».

## Население
| 2002 | 2010 | 2012 | 2013 | 2014 | 2015 | 2016 |
| ---- | ---- | ---- | ---- | ---- | ---- | ---- |
| 668  | ↘550 | ↘525 | ↘505 | ↘485 | ↘464 | ↘443 |
| 2017 | 2018 | 2021 |      |      |      |      |
| ↘410 | ↘387 | ↗388 |      |      |      |      |

## Состав сельского поселения
| № | Населённый пункт  | Тип населённого пункта       | Население |
| - | ----------------- | ---------------------------- | --------- |
| 1 | Белоозёрка        | деревня                      | ↘43       |
| 2 | Русский Пимбур    | село                         | ↘98       |
| 3 | Русский Шелдаис   | село, административный центр | ↘243      |
| 4 | Татарский Шелдаис | село                         | ↘88       |

### Упразднённые населённые пункты
В декабре 2015 года деревня Чиуш-Каменка исключена из учётных данных административно-территориального устройства Пензенской области как населённый пункт фактически прекративший своё существование, в котором отсутствуют официально зарегистрированные жители.